# マリオ・カサール
マリオ・カサール（Mario Kassar、1951年10月10日 - ）は、レバノンのベイルート出身の映画プロデューサー・実業家。アンドリュー・G・ヴァイナと頻繁に活動している。

## 来歴
彼は主にコロンビア ピクチャーズとトライスター ピクチャーズの下で働き、1981年の『勝利への脱出』から始まるいくつかの映画の製作を担当した。
1976年には、ヴァイナと共にカロルコ・ピクチャーズを設立し、『ランボー』から始まって、『トータル・リコール』、『ターミネーター2』、『スターゲイト』などのSF映画を含む多くの超大作映画の製作責任者を務めた。カロルコは『ターミネーター2』が大ヒットした1991年に絶頂を迎えたが、1995年に倒産している。

## 作品
- 勝利への脱出 Escape to Victory（1981）
- ザ・アマチュア The Amateur（1981）
- 迷信～呪われた沼～ Superstition（1982）
- ランボー First Blood（1982）
- ランボー/怒りの脱出 Rambo: First Blood Part II（1985）
- エンゼル・ハート Angel Heart（1987）
- ダブルボーダー Extreme Prejudice（1987）
- ランボー3/怒りのアフガン Rambo III（1988）
- レッドブル Red Heat（1988）
- ザ・デプス DeepStar Six（1989）
- ジョニー・ハンサム Johnny Handsome（1989）
- 愛と野望のナイル Mountains of the Moon（1990）
- トータル・リコール Total Recall（1990）
- エア★アメリカ  Air America（1990）
- カナディアン・エクスプレス Narrow Margin（1990）
- ジェイコブス・ラダー Jacob's Ladder（1990）
- L.A.ストーリー/恋が降る街 L.A. Story（1991）
- ドアーズ The Doors（1991）
- ターミネーター2 Terminator 2: Judgment Day（1991）
- ランブリング・ローズ Rambling Rose（1991）
- ライト・スリーパー Light Sleeper（1992）
- 氷の微笑 Basic Instinct（1992）
- ユニバーサル・ソルジャー Universal Soldier（1992）
- チャーリー Chaplin（1992）
- クリフハンガー Cliffhanger（1993）
- 天と地 Heaven & Earth（1993）
- スターゲイト Stargate（1994）
- ラスト・オブ・ドッグメン Last of the Dogmen（1995）
- ショーガール Showgirls（1995）
- カットスロート・アイランド Cutthroat Island（1995）
- ロリータ Lolita（1997）
- アイ・スパイ I Spy（2002）
- ターミネーター3 Terminator 3: Rise of the Machines（2003）
- 氷の微笑2 Basic Instinct 2（2006）
- ターミネーター サラ・コナー・クロニクルズ Terminator: The Sarah Connor Chronicles（2008–2009）
- Negative Space（2009）